# Buddleja limitanea
Buddleja limitanea là một loài thực vật có hoa trong họ Huyền sâm. Loài này được W.W.Sm. mô tả khoa học đầu tiên năm 1916.